# Félix de Beaujour
Louis-Auguste-Félix Féris, barone de Beaujour (Callas, 28 dicembre 1765 – Parigi, 1º luglio 1836), è stato un politico e storico francese.

## Biografia
Studiò ad Aix-en-Provence e poi a Parigi, nel seminario di Saint-Sulpice. Ordinato prete, con la Rivoluzione lasciò la tonaca ed entrò in diplomazia. Fu segretario di legazione a Monaco di Baviera nel 1790 e a Dresda nel 1791, console nel 1794 in Grecia e nel 1799 in Svezia.
Tornato in Francia nel 1800, amico di Sieyès, venne nominato al Tribunato, del quale divenne presidente nel 1803. Sciolta quell'assemblea, venne nominato console negli Stati Uniti. Tornato in Francia nel 1814, nel 1816 Talleyrand lo incaricò al consolato di Smirne, poi nel 1817 fu fatto ispettore generale degli stabilimenti francesi in Oriente. Nel 1818 Luigi XVIII lo nominò barone.
Dal 1831 al 1834 fu deputato, pari di Francia nel 1835 e nel 1836 membro dell'Académie des sciences morales et politiques. Promosse un premio quinquennale a suo nome da assegnare all'autore della migliore memoria sui mezzi per prevenire e alleviare la miseria.
La tomba monumentale di Félix de Beaujour, ornata di una piramide alta 20 metri, si trova nel cimitero di Père-Lachaise.

## Scritti
- Tableau du commerce de la Grèce, formé d'après une année moyenne, depuis 1787 jusqu'en 1797, 1799
- Du traité de Lunéville, 1801
- Du traité d'Amiens, 1802
- Aperçu des États-Unis, au commencement du XIXe siècle, depuis 1800 jusqu'en 1810, avec des tables statistiques, 1814
- Théorie des gouvernements, ou Exposition simple de la manière dont on peut les organiser et les conserver dans l'état présent de la civilisation en Europe, 1823
- Tableau des Révolutions de la France depuis la conquête des Francs jusqu'à l'établissement de la Charte, ou Examen critique des causes qui ont changé le Gouvernement français, 1825
- Voyage militaire dans l'Empire othoman, ou Description de ses frontières et de ses principales défenses, soit naturelles, soit artificielles, 1829
- De l'Expédition d'Annibal en Italie, et de la meilleure manière d'attaquer et de défendre la péninsule italienne, avec une carte, 1832